# Halimadienil-difosfatna sintaza
Halimadienil-difosfatna sintaza (EC 5.5.1.16, Rv3377c, halimadienil difosfatna sintaza, tuberkulozinol difosfatna sintaza, halima-5(6),13-dien-15-il-difosfat lijaza (ciklizacija)) je enzim sa sistematskim imenom halima-5,13-dien-15-il-difosfat lijaza (deciklizacija). Ovaj enzim katalizuje sledeću hemijsku reakciju
geranilgeranil difosfat {\displaystyle \rightleftharpoons } tuberkulozinil difosfat
Za dejstvo ovog enzima je neophodan jon Mn2+.

## Literatura
- Nicholas C. Price; Lewis Stevens (1999). Fundamentals of Enzymology: The Cell and Molecular Biology of Catalytic Proteins (Third изд.). USA: Oxford University Press. ISBN 019850229X.
- Eric J. Toone (2006). Advances in Enzymology and Related Areas of Molecular Biology, Protein Evolution (Volume 75 изд.). Wiley-Interscience. ISBN 0471205036.
- Branden C; Tooze J. Introduction to Protein Structure. New York, NY: Garland Publishing. ISBN 0-8153-2305-0.
- Irwin H. Segel. Enzyme Kinetics: Behavior and Analysis of Rapid Equilibrium and Steady-State Enzyme Systems (Book 44 изд.). Wiley Classics Library. ISBN 0471303097.

## Spoljašnje veze
- Halimadienyl-diphosphate+synthase на 